# 安平港
安平港（あんぴんこう、中国語: 安平港）は、中華民国（台湾）台南市にあり、漁港である旧港と商港である新港の2部分からなる港湾である。台湾港務股份有限公司高雄分公司安平港営運処によって管轄されている。
旧港は安平区にあり、清朝統治時代には「台湾港」と呼ばれた。1858年の天津条約の指定開港地の1つでもあった。
1979年に南区で新港を作られた後、旧港は漁港となり、2005年に「安平港国家歴史風景区」に指定された。